# Kanun
Il Kanun o Kanuni (detto anche canone di Lekë Dukagjini) è il più importante codice di diritto consuetudinario albanese, tra i numerosi codici creatisi nelle zone montane dell'Albania nel corso dei secoli.
È parte integrante del patrimonio culturale albanese e in quanto tale non differenzia tra le quattro confessioni tradizionalmente presenti nel Paese (Cattolicesimo, Ortodossia, Sunnismo e Bektashismo).

## Storia
Le esatte origini del Kanun sono tuttora poco chiare, visto che i principi etici e le prescrizioni legali da esso previsti sembrano essere già stati presenti nell'Albania del medioevo (Arbëria), se non prima. La compilazione del più autorevole dei codici che portano il nome di Kanun, invece, è tradizionalmente attribuita a Lekë Dukagjini, principe cattolico della regione dell'attuale Kosovo e contemporaneo del condottiero anti-ottomano Giorgio Castriota Scanderbeg (il fratello di Lekë, Nikollë (Nicola) Dukagjini, fu tra i membri fondanti della Lega di Alessio capeggiata da Scanderbeg), il quale sistematizzò i precetti tradizionali in una raccolta che, secondo la tradizione, avrebbe trasformato i principi della vita sociale in una vera e propria legge civile – come nel caso di altri legislatori storici, la sua figura potrebbe essere una personificazione esagerata (come nell'esempio mitico di Licurgo), oppure di committente (come nel caso del Codice giustinianeo) oppure un autentico caso di figura autorevole che si dedica ad un lavoro di sgrossamento intellettuale per il beneficio della comunità (come nel caso della traduzione in vernacolo della Bibbia di Martin Lutero). Il codice venne poi tramandato soprattutto in forma orale, formando la base della regolamentazione sociale, giuridica e commerciale nei territori albanesi, specie in quelle zone impervie (prima tra tutte la Malësia del nord ghego) in cui più a fatica penetravano i poteri statali stranieri (bizantino, serbo, ottomano, e via dicendo).
Dopo essere per secoli sopravvissuto al dominio ottomano, il Kanun era ancora radicato nella vita del Paese, quando quest'ultimo ottenne l'indipendenza nel 1912. In questi anni, Shtjefen Gjeçov, frate francescano originario del Kosovo, raccolse in forma scritta l'intero corpo del Kanun, viaggiando per la maggior parte dei territori abitati da albanesi e producendo 12 volumi scritti nel dialetto ghego della lingua albanese. Severamente contrastato dal regime comunista di Enver Hoxha, dopo il crollo del comunismo è sporadicamente tornato a regolare la vita giuridica in alcune sacche di territorio nelle zone più profonde dell'Albania settentrionale. Tra i molti altri ambiti della vita su cui si esprime in grande dettaglio, il codice (nella forma in cui è stato tramandato) fissa in maniera rigorosa il dovere di vendicare l'uccisione di consanguinei, colpendo i parenti maschi dell'assassino fino al terzo grado di parentela.
Il codice fu importato in Italia dagli Arbëreshë, in una versione tosca – esistono versioni indigene del Kanun fino alla Ciamuria, loro probabile regione d'origine – quando alla fine del XV secolo essi dovettero fuggire dalla conquista ottomana, portando con sé la propria identità cattolica-bizantina in Italia, soprattutto in regioni come la Puglia, la Calabria, la Basilicata e la Sicilia dove, in secoli successivi, esso avrebbe fornito un ostacolo etico-giuridico contro l'espansione di fenomeni come il brigantaggio e poi la mafia.
Durante la monarchia albanese, il re Zog I lo vide come una minaccia per il potere dello stato e un ostacolo alla creazione di un Paese moderno. Anche se ufficialmente abolito, il Kanun continuò ancora a regolare la vita di molti albanesi, giungendo persino a rendere il monarca stesso più volte oggetto di tentativi di omicidio, sempre fondati sul Kanun. Nello stabilirsi del sistema comunista, che riuscì invece a cambiare profondamente la mentalità e la società albanesi, l'autorità giuridica del Kanun andò a perdersi nella maggior parte dell'Albania, riemergendo in seguito solo nelle comunità montane più isolate.

## Descrizione e contenuti
Al di là della summenzionata trascrizione a fini di studio, il Kanun è tradizionalmente un codice orale (visto il divieto ottomano sulla possesso di qualsivoglia testo scritto in lingua albanese prima, e l'ostilità dello Stato nazionale poi), la cui tradizione è affidata a uomini anziani e rispettati dalla comunità, ed all'istituzione tradizionale nota come kuvend ("assemblea", dal latino conventum, "adunata"): a queste due autorità popolari erano affidati compiti quali enunciare gli articoli relativi alla situazione in questione, sciogliere apparenti contraddizioni, e fare da tramite e pacificatore tra due famiglie in faida (specialmente nel caso di famiglie più piccole: i clan più potenti ed i flamur o "bandiere", e le alleanze tra clan limitrofi, si affidavano a figure note come kasnec o "araldo", a sua volta regolamentato dal Kanun).
Molti concetti, come l'autorità del pater familias, il diritto alla proprietà privata e la sua integrità, il diritto alla successione e altri aspetti della vita familiare derivavano dal diritto latino, mentre per l'istituto della gjakmarrja o faida (lett. "prendere sangue"), assente nel diritto romano ma comune nell'area mediterranea (cfr. simili codici in Sicilia, Calabria, Puglia, Sardegna e Corsica) sono state ipotizzate origini illiriche. D'altronde, diversi principi fondamentali del Kanun presentano forti somiglianze con istituti e mentalità della Grecia antica: prima tra tutti la mikpritja ("ospitalità", lett. "accoglienza dell'amico"), affatto simile alla xenia delle fonti classiche, o la faida stessa, documentata nella Grecia arcaica. Tale somiglianza indica una possibile (ma ancora speculativa) continuità con tradizioni molto più antiche, dall'origine forse condivisa con quelle tradizioni registrate e poi estintesi nella Grecità classica (esempio celebre e paradigmatico è la terna di tragedie componente l'Orestea di Eschilo, il cui argomento è una faida intestina che trova conclusione nella fondazione dell'Areopago ateniese e delle istituzioni giuridiche di quella città), ma sopravvissute nella Grecia "periferica" (Tessaglia, Etolia) fino a tempi molto più inoltrati.

## Istituti disciplinati
Regolando da secoli la vita nelle zone montuose a nord del paese il codice si occupa sia di diritto civile sia penale disciplinando numerosi aspetti tra cui: i diritti e le immunità della Chiesa, la famiglia, il fidanzamento e il matrimonio, la proprietà privata e la successione, il lavoro, i prestiti e le donazioni, il giuramento e la besa, l'onore, il risarcimento dei danni, i delitti infamanti, la vendetta, il codice giudiziario degli anziani, i privilegi e le esenzioni.

### La famiglia
Il sistema familiare codificato dal Kanun è di tipo patriarcale e si basa sul clan: una famiglia allargata con a capo il maschio più anziano. La famiglia era la più piccola unità del clan, i quali, visto l'isolamento del terreno, si estendevano in una determinata area. I matrimoni erano anche uno strumento per stabilire alleanze tra famiglie e clan, per questo erano concessi solo a due individui che non risultavano cugini nemmeno di un lontano grado. Era previsto anche il divorzio (anche se visto male), e in tal caso i figli maschi passavano al padre e le femmine alla madre.
Il codice prevedeva anche un rito, con il quale due persone potevano diventare fratelli, anche legalmente.

### L'individuo
Il Kanun imponeva le sue regole ai suoi individui, i quali dovevano in seguito insegnare tali regole ad altri. La persona non conosceva altre persone superiori a lui in dignità, e doveva ribellarsi in ogni occasione in cui veniva violata la sua libertà. L'opposizione alla schiavitù era molto forte:
(Kanun, Libro VIII, Capitolo XVII, punto 593 (edizione del 1933 stampata a Scutari))

### Besaender
La "Besa" (pron. "béssa"), termine traducibile con la fides dei Romani (e non con l'italiano "fede", che è feja anche nel senso di "fidanzamento", fejesë) è l'onore individuale, contrapposto all'onore della famiglia (nder, latino "honor" o "decus"). La differenza tra i due concetti è che lo nder, più vicino al concetto mediterraneo di "onore" inteso come "rispettabilità della famiglia" un tempo presente nel Diritto familiare italiano (quando ad esempio veniva riconosciuto il delitto d'onore), viene costruito e mantenuto dai comportamenti di tutti i membri della famiglia: la castità delle figlie nubili, l'obbedienza dei figli scapoli, la fedeltà delle donne sposate, la coscienziosità e rettitudine degli uomini sposati, la laboriosità delle donne in generale e il coraggio degli uomini in generale contribuiscono a mantenere (o, in caso di inadempienza, a danneggiare) lo nder della famiglia e di chi a essa si associa.
La besa, invece, virtù tipicamente maschile, consiste in un comportamento da cui dipende l'autorevolezza dell'uomo e la sicurezza dei suoi familiari (peshë, "peso" della parola e hije, "ombra", dell'uomo che la pronuncia; cfr. lat. "gravitas" o "auctoritas") – è quindi dipendente in primo luogo dalla fanatica aderenza alla parola data, concetto marcato da numerosi aneddoti, leggende ed exempla nel folclore albanese. È degno di nota il fatto che, anche nell'Albania contemporanea, ormai sradicata dalla mentalità del Kanun, uno degli insulti personali più pesanti e imperdonabili sia l'etichetta di pabesë, cioè "senza besa" – insulto affine ai gravissimi infidus e perfidus in Latino classico, termini molto più pregnanti dei derivati italiani – mentre sono popolari i nomi di persona maschili Besnik ("fedele") e Besim ("fiducia").

### L'ospitalità
L'ospitalità, che sicuramente ha un'origine più lontana, era uno dei valori principali degli albanesi. Una persona doveva essere ospitata e onorata a ogni costo. In molti casi, si finiva per ospitare anche momentaneamente persone "avversarie", appartenenti a un clan nemico, ma la legge valeva lo stesso anche in questo caso. Infatti, riguardo all'ospitalità, il Kanun sottolinea:
(Libro VIII, capitolo XVIII, punto 602 (edizione del 1933 stampato a Scutari))

### La vendetta
Viene regolato dal Kanun anche il sistema delle vendette di sangue: viene fissato in maniera rigorosa il dovere di vendicare l'uccisione del proprio consanguineo, colpendo l'assassino o i suoi parenti maschi fino al terzo grado di parentela. Adempiere alla vendetta è considerato un obbligo, pena la perdita dello nder (v. sopra): oltre all'ostilità generale della comunità, la famiglia stessa del "codardo" provvede a ostracizzarlo, tramite gesti altamente simbolici come il caffè sotto il ginocchio (quando la famiglia avesse bevuto il caffè insieme, al colpevole la tazzina sarebbe stata consegnata non sul tavolo, ma per terra, accanto al piede).
Il perdono da parte dei parenti offesi è previsto e regolato da uno specifico rituale, ed è mediato dai sacerdoti, anche di fedi diverse quando più di una sia presente nella comunità, oltre che dai notabili della stessa.
Il perdono, considerato saggio quanto l'omicidio, poteva essere applicato su ogni familiare, a discrezione completa della parte lesa.
La regola della vendetta di sangue obbliga i maschi a restare rinchiusi per mesi all'interno delle proprie abitazioni, senza mai uscire di casa. Per il disbrigo di tutte le faccende domestiche vengono inviate all'esterno soltanto le donne. I clan mafiosi provvedono a sorvegliare le abitazioni, pronti ad uccidere qualsiasi maschio osi uscire all'aperto, sfidando le regole del codice. La stessa intimidazione famigliare continua è parte della vendetta. Il codice prevede anche l'inviolabilità della donna e il divieto di sparare a un uomo che si fa accompagnare da una figura femminile.

## Capitoli
Il Kanun di Lekë Dukagjini è composto da 12 libri e 1262 articoli:
1. Chiesa;
  1. Chiesa;
  2. Cimiteri;
  3. Proprietà della chiesa;
  4. Il prete;
  5. Lavorati della chiesa;
2. Famiglia;
  1. The family make-up;
3. Matrimonio;
  1. Fidanzamento;
  2. Matrimonio;
  3. Il Kanun dello sposo;
  4. Suoceri;
  5. Separazione;
  6. Eredità;
4. Casa, bestiame e proprietà;
  1. La casa e i suoi dintorni;
  2. Bestiame;
  3. Proprietà;
  4. I confini;
5. Lavoro;
  1. Lavoro;
  2. Caccia;
  3. Commercio;
6. Trasferimento e proprietà;
  1. Prestito;
  2. Dono;
7. Parlato;
8. Onore;
  1. Onore individuale;
  2. Onore sociale;
  3. 'Sangue' e genere; fratellanza e padrini;
9. Danni;
10. Legge sui crimini;
  1. Criminali;
  2. Furto;
  3. Omicidio (discussione sul sanzionamento delle faide);
11. Il kanun degli anziani;
12. Esenzioni ed eccezioni.
  1. Tipi di eccezioni;
  2. Morte.

## Nella cultura di massa
- Incentrata sul dovere di compiere faida prescritto dal Kanun è la trama un romanzo di Ismail Kadare del 1978, Aprile spezzato.
- Il regista Joshua Marston ha dedicato al tema della vendetta di sangue un film, The forgiveness of blood, apparso in Italia con il titolo La faida. Il film è stato girato nella provincia di Scutari nel 2011.
- Sul Kanun e in particolare sul fenomeno, da esso regolamentato, delle burrneshë (donne che assumevano il ruolo legale, con annesse responsabilità, di un uomo) è incentrato il film Vergine giurata di Laura Bispuri (2015), liberamente tratto da un romanzo di Elvira Dones con lo stesso titolo.
- Nel 2024 la scrittrice Valentina D'Urbano pubblica per Mondadori il libro Figlia del temporale, Hira la protagonista diventa una burrneshë (vergine giurata) per sfuggire a un matrimonio combinato.